# Шалений Макс: Дорога гніву
«Шалений Макс: Дорога гніву» (англ. Mad Max: Fury Road) — постапокаліптичний екшн-фільм режисера Джорджа Міллера, четвертий у франшизі про Макса Рокатанського, з Томом Гарді та Шарліз Терон. «Дорога гніву» є першим фільмом франшизи за майже 30 років, і служить інтерквелом між подіями першого та другого фільму. Прем'єра картини відбулася 14 травня 2015. На 1 березня 2024 року фільм займав 200-ту позицію у списку 250 кращих фільмів за версією IMDb.

## Сюжет
| Колись я був копом. Воїном доріг, що прагнув праведної справи. Коли світ упав, кожен з нас по-своєму зламався, і не збагнеш, хто більше збожеволів: я чи всі інші. |
| |

Незабаром після помсти за смерть дружини й сина, Макс Рокатанскі покинув ряди «Основного силового патруля» і поїхав у пустелю, де поневіряється на самоті, поки світ повільно занепадає внаслідок енергетичної кризи і світової війни. Не маючи нічого, крім своєї машини «Спеціальний переслідувач», Максові належить навчитися, як вижити в постапокаліптичній пустці й битися з жорстокими, безжалісними воїнами, які її населяють.
Макс потрапляє у полон до войовників тирана і диктатора Несмертела Джо. Його використовують як універсального донора і він стає «пухирем» (англ. blood bag) для одного з хворих бійців.
Несмертел Джо відправляє до Бензограду (англ. Gas Town) і Патронівська (англ. Bullet Farm) колону машин з харчами та грудним молоком, щоб обміняти на бензин та набої. Певний час колона прямує по шосе, але раптово імператриця Фуріоза, якій довірили керувати транспортом, звертає зі шляху на ворожу територію, взявши курс на схід. Один із синів Джо помічає, що агрегат з'їхав з дороги й доповідає батькові. Несмертел виявляє, що зникло п'ять його дружин і відправляє усіх своїх войовників на перехоплення імператорки Фуріози. Тим часом на її вантажівку нападають паскудники (англ. Buzzards). Від них вдається відбитися, але колону втікачки наздоганяють войовники з Цитаделі. Прикувавши свого пухиря (Макса) до машини, хворий боєць Накс долучається до гонитви за зрадницею. Армія Несмертела Джо безрезультатно намагається наздогнати та зупинити імператрицю, поки та прямує в саме серце бурі. Накс не припиняє гнатися за агрегатом, обливаючи салон своєї автівки бензином, щоб принести себе в жертву, але його планам заважає Макс. Машина розбивається.
Макс виживає, але все ще зв'язаний ланцюгом зі знепритомнілим воїном, він прямує до вантажівки Фуріози, яка робить вимушену зупинку. Там він бачить п'ятьох вродливих жінок, одна з яких до того ж вагітна. Макс наказує їм напоїти його водою та розрізати ланцюг. Зав'язується бійка. Макс захоплює вантажівку та намагається втекти, але у машині встановлений блокіратор. Фуріоза та інші наздоганяють агрегат і вже разом із Максом вирушають у дорогу.
Шлях лежить через каньйон, який контролюють банди байкерів. У Фуріози з ними домовленість, але вона угоди не дотримується. Байкери підривають вузький прохід, чим затримують загони Несмертела Джо, а самі беруться наздоганяти агрегат. Несмертелові вдається переїхати завали та наздогнати агрегат. Під час сутичок гине Розкішна Ангарат.
Метою утікачок є Зелене Місце, до якого їхати ніч на схід. Накс, зачарований однією з колишніх дружин Джо, допомагає Фуріозі та Максові вибратись із болота. Вночі вони долають моторошну болотяну пустку, а на наступний день зустрічають останніх з Багатьох Матерів. Від них група дізнається страшну річ — вони проїхали Зелене Місце, ним було жахливе покинуте болото.
Фуріоза планує їхати через солончак. Макс зупиняє їх і пропонує повертатися до Цитаделі. Їх наздоганяють сили Несмертного. Фуріоза отримує серйозне поранення, але знаходить сили й вбиває Джо. Накс жертвує собою, розбиваючи агрегат.
Прибувши до Цитаделі, Фуріоза відкриває доступ до запасів води. Вона та її супутниці стають новими керівницями Цитаделі, а Макс, зустрівшись із Фуріозою поглядами, зникає у натовпі.

## У ролях

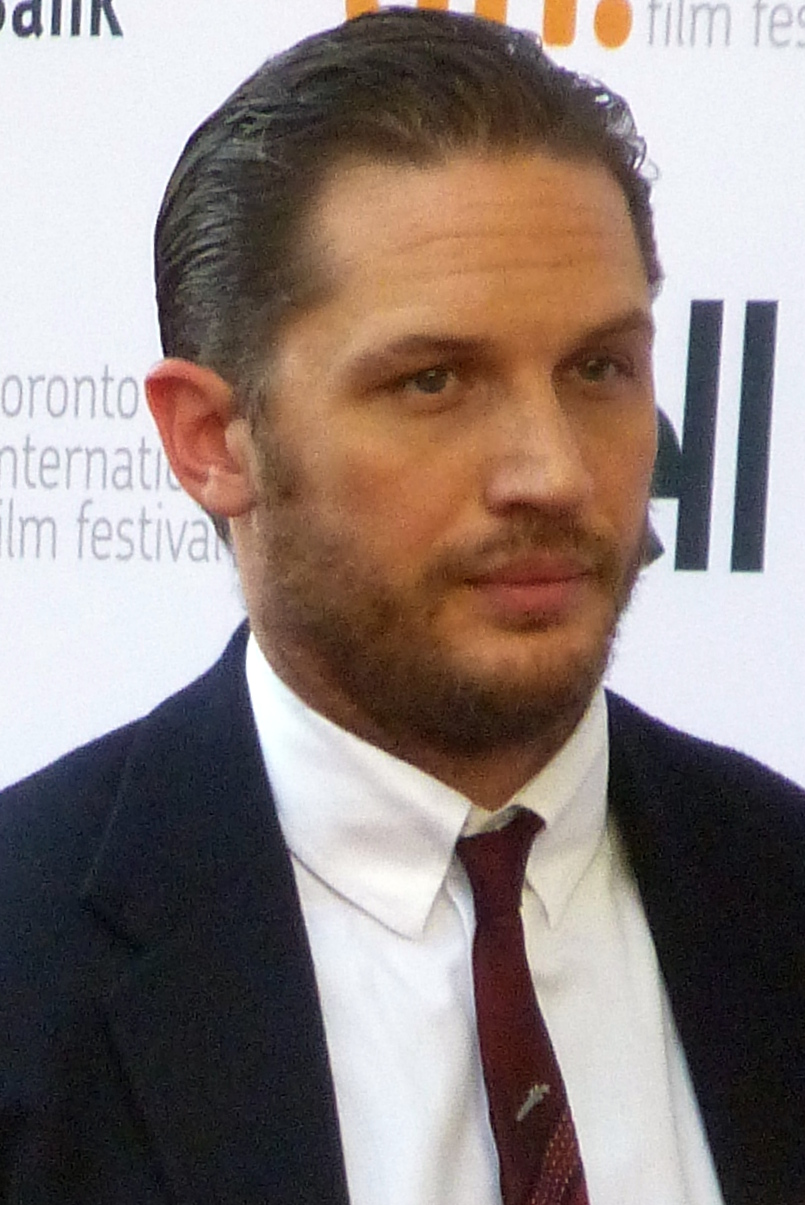
Том Гарді — Шалений Макс
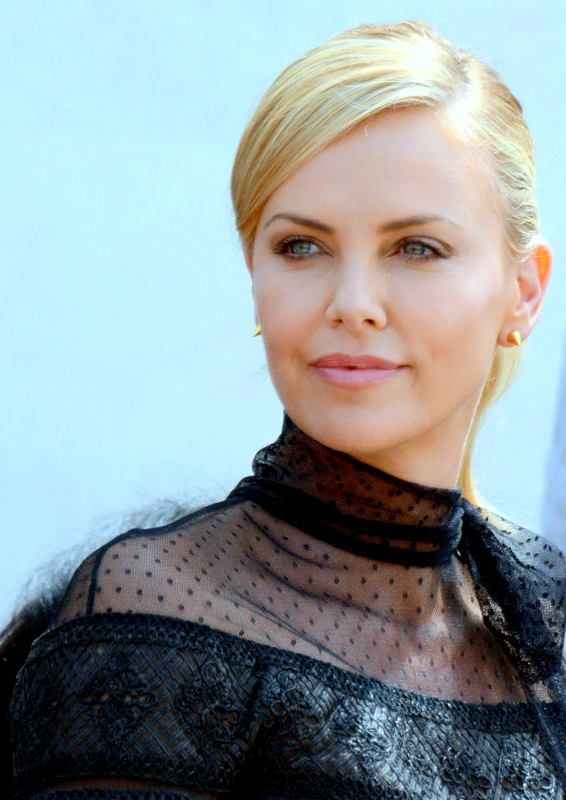
Шарліз Терон — Імператриця Фуріоса
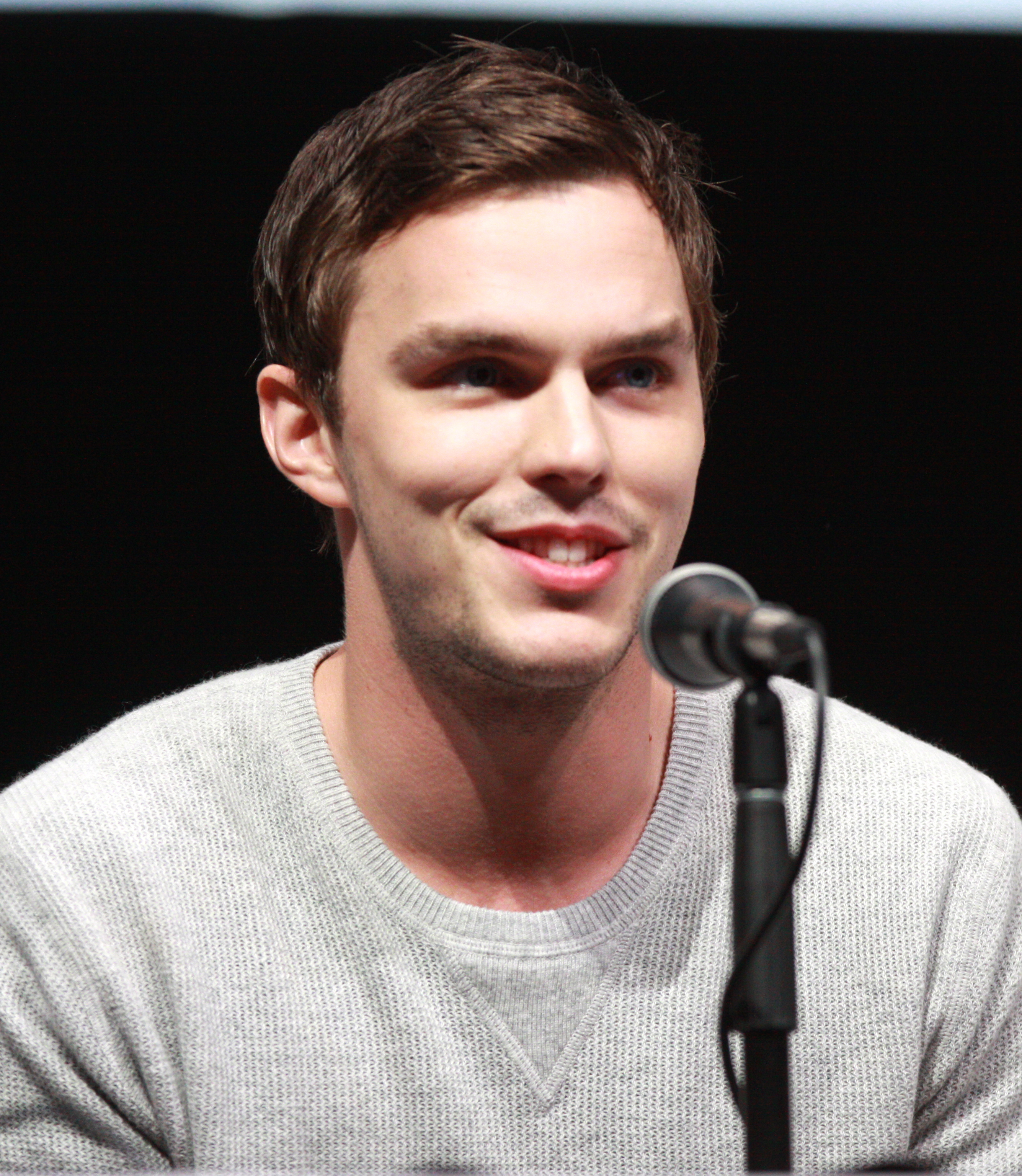
Ніколас Голт — Накс

- Г'ю Кійс-Бірн  — Несмертел Джо
- Роузі Гантінгтон-Вайтлі — Розкішна Ангарат (англ. The Splendid Angharad);
- Райлі Кіо — Здібна (англ. Capable);
- Зої Кравітц — Тост (англ. Toast the Knowing);
- Еббі Лі — Незграбна (англ. The Dag);
- Кортні Ітон — Чідо Ніжна (англ. Cheedo the Fragile);
- Натан Джонс — Ріктус Еректус;
- Джош Гелман — Сліт;
- Джон Говард — Людожер (англ. The People Eater);
- Річард Картер  — керівник Патронівська (англ. The Bullet Farmer);
- Енгус Семпсон  — органічний механік;
- Меган Гейл  — Валкурі;
- Джилліан Джонс  — Вуваліні;
- Меліса Джаффер  — зберігачка насіння;
- Джой Смітерс  — Вуваліні;
- Меліта Юришич  — Вуваліні;
- Квентін Кеніген  — Корпус Каллосум;
- Шон Гейп (iOTA)  — Кома, приголомшуючий воїн (англ. Coma-Doof Warrior).

## Саундтрек
Саундтрек до фільму був написаний композитором Томом Голкенборгом.

### Стандартна версія
| #   | Назва                               | Тривалість |
| --- | ----------------------------------- | ---------- |
| 1.  | «Survive»                           | 1:30       |
| 2.  | «Escape»                            | 2:14       |
| 3.  | «Immortan's Citadel»                | 8:41       |
| 4.  | «Blood Bag»                         | 2:30       |
| 5.  | «Spikey Cars»                       | 3:11       |
| 6.  | «Storm Is Coming»                   | 5:36       |
| 7.  | «We Are Not Things»                 | 1:37       |
| 8.  | «Water»                             | 3:15       |
| 9.  | «The Rig»                           | 4:13       |
| 10. | «Brothers in Arms»                  | 4:22       |
| 11. | «The Bog»                           | 6:58       |
| 12. | «Redemption»                        | 1:45       |
| 13. | «Many Mothers»                      | 5:15       |
| 14. | «Claw Trucks»                       | 5:31       |
| 15. | «Chapter Doof» (Extended Version)   | 7:04       |
| 16. | «My Name Is Max» (Extended Version) | 4:43       |
| 17. | «Let Them Up»                       | 2:36       |

### Розширена версія
| #   | Назва                                   | Тривалість |
| --- | --------------------------------------- | ---------- |
| 1.  | «Survive» (Extended Version)            | 1:40       |
| 2.  | «Escape» (Extended Version)             | 3:28       |
| 3.  | «Immortan's Citadel» (Extended Version) | 8:58       |
| 4.  | «Blood Bag» (Extended Version)          | 3:39       |
| 5.  | «Buzzards Arrive»                       | 1:26       |
| 6.  | «Spikey Cars» (Extended Version)        | 4:08       |
| 7.  | «Storm Is Coming» (Extended Version)    | 6:16       |
| 8.  | «We Are Not Things» (Extended Version)  | 1:42       |
| 9.  | «Water» (Extended Version)              | 6:25       |
| 10. | «The Rig» (Extended Version)            | 6:31       |
| 11. | «Into the Canyon»                       | 2:49       |
| 12. | «Brothers in Arms» (Extended Version)   | 5:52       |
| 13. | «The Chase»                             | 3:16       |
| 14. | «Moving On»                             | 1:56       |
| 15. | «The Bog»                               | 12:32      |
| 16. | «Redemption»                            | 1:45       |
| 17. | «Many Mothers» (Extended Version)       | 8:58       |
| 18. | «The Return to Nowhere»                 | 5:17       |
| 19. | «Claw Trucks» (Extended Version)        | 5:43       |
| 20. | «Immortan»                              | 11:10      |
| 21. | «Chapter Doof»                          | 6:49       |
| 22. | «Walhalla Awaits»                       | 2:40       |
| 23. | «My Name Is Max»                        | 2:23       |
| 24. | «Let Them Up»                           | 2:36       |
| 25. | «Mary Jo Bassa»                         | 2:26       |
| 26. | «Coda»                                  | 4:43       |

## Виробництво

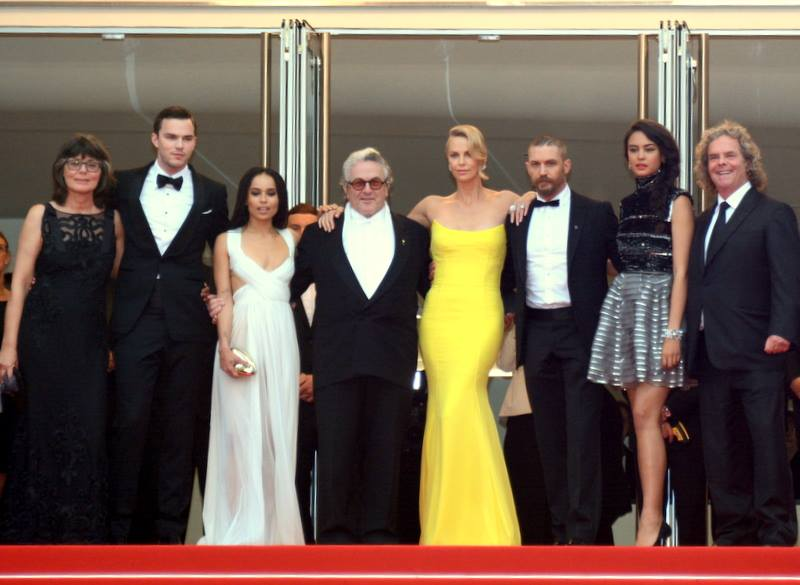
Актори та знімальна група на прем'єрі фільму на Каннському кінофестивалі 2015 року

### Розробка
У зв'язку з фінансовими труднощами фільм потрапив до виробничого пекла, яке тривало близько 25 років. 2003 року Джордж Міллер повідомив, що сценарій для четвертої частини готовий, а картина знаходиться на стадії підготовчого періоду. Однак попри наявний бюджет, реалізація фільму загальмувалася з міркувань безпеки пов'язаних зі спробою здійснити знімання в Намібії, оскільки США і багато інших країн посилили вимоги до в'їзду і наклали обмеження на доставку, а з початком війни в Іраку фільм був відкладений. Мел Гібсон, який зіграв Макса в перших трьох частинах серії, був зацікавлений у виконанні ролі, однак втратив інтерес після 2000 року.
У листопаді 2006 року, Міллер заявив, що все ще має намір зняти фільм, але вже без Гібсона: «Є реальна надія. Останнє, що я хотів — чергову частину „Божевільного Макса“, але з'явився сценарій і я абсолютно поглинутий ним». Сценарій був написаний у співавторстві з британським творцем коміксів Бренданом Маккартні, який також винайшов багатьох нових персонажів і транспортних засобів.
У жовтні 2009 року, Міллер повідомив, що знімання фільму почнуть на початку 2011 року в Брокен-Гілі. Цього ж місяця було повідомлено, що Том Гарді веде переговори щодо головної ролі. У червні 2010 року, Гарді підтвердив, що зіграє роль Макса. Міллер послідовно зніме дві частини «Божевільного Макса» — «Дорогу люті», і його сиквел, «Фюріоза».
У листопаді 2011 року, після несподіваних сильних дощів, знімання фільму перемістили з Брокен-Гіла до Намібії.

### Знімання
Знімання картини почали в липні 2012 року в Намібії, через майже вісімнадцять місяців після запланованого терміну. У лютому 2013 року, «Намібійська керуюча група зі збереження узбережжя» звинуватила продюсерів у пошкодженні частин пустелі Наміб, що викликало скорочення чисельності видів рослин і тварин. У вересні було повідомлено, що 22 листопада в Сіднеї почнуться тритижневі додаткові зйомки. Всупереч повідомленням про те, що Мел Гібсон, виконавець ролі Макса в перших трьох фільмах, виконає камео «волоцюги», Міллер сказав, що «це було б чудово, так чи інакше, але ні, це неправда».

## Маркетинг
Перший трейлер фільму показали в рамках заходу San-Diego Comic Con в 2014 році.
31 березня 2015 Warner Bros. Pictures опублікувала новий трейлер до фільму.

## Критика
Фільм отримав позитивні відгуки кінокритиків і глядачів. На сайті Rotten Tomatoes «Шалений Макс» отримав рейтинг 97 % від кінокритиків і 88 % від відвідувачів сайту. На сайті Metacritic фільм також отримав високу оцінку кінокритиків (89 балів зі 100 на основі 47 оглядів) і глядачів (8,7 з 10). Оцінка глядачів на сайті IMDB — 8,3 бала з 10.

## Нагороди
| Нагорода                                                   | Категорія                                                    | Номінант                                                                        | Результат    | Дж            |
| ---------------------------------------------------------- | ------------------------------------------------------------ | ------------------------------------------------------------------------------- | ------------ | ------------- |
| 69-та церемонія вручення нагороди БАФТА                    | Найкраща операторська робота                                 | Джон Сіл                                                                        | Номінація    | [ 26 ] [ 27 ] |
| 69-та церемонія вручення нагороди БАФТА                    | Найкращий звук                                               | Скотт Гекер, Кріс Дженкінс, Марк Манджині, Бен Осмо, Грегг Рудлофф і Девід Вайт | Номінація    | [ 26 ] [ 27 ] |
| 69-та церемонія вручення нагороди БАФТА                    | Найкраща робота художника-постановника                       | Колін Гібсон і Ліза Томпсон                                                     | Перемога     | [ 26 ] [ 27 ] |
| 69-та церемонія вручення нагороди БАФТА                    | Найкращі візуальні ефекти                                    | Ендрю Джексон, Ден Олівер, Том Вуд і Енді Вільямс                               | Номінація    | [ 26 ] [ 27 ] |
| 69-та церемонія вручення нагороди БАФТА                    | Найкращий дизайн костюмів                                    | Дженні Беван                                                                    | Перемога     | [ 26 ] [ 27 ] |
| 69-та церемонія вручення нагороди БАФТА                    | Найкращий грим і зачіска                                     | Деміан Мартін і Леслі Вандерволт                                                | Перемога     | [ 26 ] [ 27 ] |
| 69-та церемонія вручення нагороди БАФТА                    | Найкращий монтаж                                             | Маргарет Сіксел                                                                 | Перемога     | [ 26 ] [ 27 ] |
| 88-ма церемонія вручення нагороди «Оскар»                  | Найкращий фільм                                              | стрічка                                                                         | Номінація    | [ 28 ] [ 29 ] |
| 88-ма церемонія вручення нагороди «Оскар»                  | Найкращий режисер                                            | Джордж Міллер                                                                   | Номінація    | [ 28 ] [ 29 ] |
| 88-ма церемонія вручення нагороди «Оскар»                  | Найкращий звуковий монтаж                                    | Марк А. Манджіні і Девід Вайт                                                   | Перемога     | [ 28 ] [ 29 ] |
| 88-ма церемонія вручення нагороди «Оскар»                  | Найкращий звук                                               | Кріс Дженкінс, Ґреґ Радлофф і Бен Осмо                                          | Перемога     | [ 28 ] [ 29 ] |
| 88-ма церемонія вручення нагороди «Оскар»                  | Найкращий виробничий дизайн                                  | Колін Гібсон, Ліза Томпсон                                                      | Перемога     | [ 28 ] [ 29 ] |
| 88-ма церемонія вручення нагороди «Оскар»                  | Найкращий оператор                                           | Джон Сіл                                                                        | Номінація    | [ 28 ] [ 29 ] |
| 88-ма церемонія вручення нагороди «Оскар»                  | Найкращий грим і зачіски                                     | Леслі Вандерволт, Елка Вардега, Дем'ян Мартін                                   | Перемога     | [ 28 ] [ 29 ] |
| 88-ма церемонія вручення нагороди «Оскар»                  | Найкращий дизайн костюмів                                    | Дженні Бівен                                                                    | Перемога     | [ 28 ] [ 29 ] |
| 88-ма церемонія вручення нагороди «Оскар»                  | Найкращий монтаж                                             | Маргарет Сіксел                                                                 | Перемога     | [ 28 ] [ 29 ] |
| 88-ма церемонія вручення нагороди «Оскар»                  | Найкращі візуальні ефекти                                    | Ендрю Джексон, Ден Олівер, Енді Вільямс і Том Вуд                               | Перемога     | [ 28 ] [ 29 ] |
| Премія Австралійської академії кінематографа і телебачення | Приз глядацьких симпатій за улюблений австралійський фільм   | Даг Мітчел, П. Дж. Вотен, Джордж Міллер                                         | Номінація    | [ 30 ]        |
| Премія Австралійської академії кінематографа і телебачення | Найкращий фільм                                              | Даг Мітчел, П. Дж. Вотен, Джордж Міллер                                         | Перемога     | [ 30 ]        |
| Премія Австралійської академії кінематографа і телебачення | Найкращий режисер                                            | Джордж Міллер                                                                   | Перемога     | [ 30 ]        |
| Премія Австралійської академії кінематографа і телебачення | Найкращий оригінальний сценарій                              | Джордж Міллер, Брендан МакКарті, Нік Латуріс                                    | Номінація    | [ 30 ]        |
| Премія Австралійської академії кінематографа і телебачення | Найкраща актриса                                             | Шарліз Терон                                                                    | Номінація    | [ 30 ]        |
| Премія Австралійської академії кінематографа і телебачення | Найкращий оператор                                           | Джон Сіл                                                                        | Перемога     | [ 30 ]        |
| Премія Австралійської академії кінематографа і телебачення | Найкращий монтаж                                             | Маргарет Сіксел                                                                 | Перемога     | [ 30 ]        |
| Премія Австралійської академії кінематографа і телебачення | Найкращий саундтрек                                          | Junkie XL                                                                       | Перемога     | [ 30 ]        |
| Премія Австралійської академії кінематографа і телебачення | Найкращий звук                                               | Кріс Дженкінс, Марк Менджіні, Бен Осмо, Вейн Пешлі, Грегг Рудлофф, Девід Вайт   | Перемога     | [ 30 ]        |
| Премія Австралійської академії кінематографа і телебачення | Найкращий художник-постановник                               | Колін Гібсон                                                                    | Перемога     | [ 30 ]        |
| Премія Австралійської академії кінематографа і телебачення | Найкращий дизайн костюмів                                    | Дженні Беван                                                                    | Номінація    | [ 30 ]        |
| Премія Австралійської академії кінематографа і телебачення | Найкращі візуальні ефекти                                    | «Шалений Макс: Дорога гніву»                                                    | В очікуванні | [ 30 ]        |
| AAFCA (Асоціація кінокритиків афроамериканців)             | Топ 10 фільмів                                               | «Шалений Макс: Дорога гніву»                                                    | Перемога     | [ 31 ]        |
| Американський інститут кіномистецтва                       | Топ 10 фільмів                                               | «Шалений Макс: Дорога гніву»                                                    | Перемога     | [ 32 ]        |
| Асоціація кінокритиків Остіна (AFCA)                       | Найкращий фільм                                              | «Шалений Макс: Дорога гніву»                                                    | Перемога     | [ 33 ]        |
| Асоціація кінокритиків Остіна (AFCA)                       | Найкращий режисер                                            | Джордж Міллер                                                                   | Перемога     | [ 33 ]        |
| Асоціація кінокритиків Остіна (AFCA)                       | Найкраща актриса                                             | Шарліз Терон                                                                    | Номінація    | [ 33 ]        |
| Асоціація кінокритиків Остіна (AFCA)                       | Найкращий оператор                                           | Джон Сіл                                                                        | Номінація    | [ 33 ]        |
| Асоціація кінокритиків Остіна (AFCA)                       | Найкращий саундтрек                                          | Junkie XL                                                                       | Номінація    | [ 33 ]        |
| Black Film Critics Circle                                  | Найкращий фільм                                              | «Шалений Макс: Дорога гніву»                                                    | Друге місце  | [ 34 ]        |
| Black Film Critics Circle                                  | Найкращий режисер                                            | Джордж Міллер                                                                   | Перемога     | [ 34 ]        |
| Black Film Critics Circle                                  | Найкращий оператор                                           | Джон Сіл                                                                        | Перемога     | [ 34 ]        |
| Асоціація онлайн-кінокритиків Бостона                      | Найкращий фільм                                              | «Шалений Макс: Дорога гніву»                                                    | Перемога     | [ 35 ]        |
| Асоціація онлайн-кінокритиків Бостона                      | Найкращий режисер                                            | Джордж Міллер                                                                   | Перемога     | [ 35 ]        |
| Асоціація онлайн-кінокритиків Бостона                      | Найкращий оператор                                           | Джон Сіл                                                                        | Перемога     | [ 35 ]        |
| Асоціація онлайн-кінокритиків Бостона                      | Найкращий монтаж                                             | Маргарет Сіксел                                                                 | Перемога     | [ 35 ]        |
| Асоціація онлайн-кінокритиків Бостона                      | Найкращий саундтрек                                          | Junkie XL                                                                       | Перемога     | [ 35 ]        |
| Спілка кінокритиків Бостона                                | Найкращий фільм                                              | «Шалений Макс: Дорога гніву»                                                    | Друге місце  | [ 36 ]        |
| Спілка кінокритиків Бостона                                | Найкращий монтаж                                             | Маргарет Сіксел                                                                 | Перемога     | [ 36 ]        |
| Camerimage                                                 | Золота жаба за найкращу операторську роботу                  | Джон Сіл                                                                        | Номінація    | [ 37 ]        |
| Асоціація кінокритиків Чикаго                              | Найкращий фільм                                              | «Шалений Макс: Дорога гніву»                                                    | Перемога     | [ 38 ]        |
| Асоціація кінокритиків Чикаго                              | Найкращий режисер                                            | Джордж Міллер                                                                   | Перемога     | [ 38 ]        |
| Асоціація кінокритиків Чикаго                              | Найкраща актриса                                             | Шарліз Терон                                                                    | Номінація    | [ 38 ]        |
| Асоціація кінокритиків Чикаго                              | Найкращий художник-постановник                               | Колін Гібсон                                                                    | Перемога     | [ 38 ]        |
| Асоціація кінокритиків Чикаго                              | Найкращий оператор                                           | Джон Сіл                                                                        | Перемога     | [ 38 ]        |
| Асоціація кінокритиків Чикаго                              | Найкращий монтаж                                             | Маргарет Сіксел                                                                 | Перемога     | [ 38 ]        |
| Асоціація кінокритиків Чикаго                              | Найкращий саундтрек                                          | Junkie XL                                                                       | Номінація    | [ 38 ]        |
| Кінопремія «Вибір критиків»                                | Найкращий фільм                                              | «Шалений Макс: Дорога гніву»                                                    | Номінація    | [ 39 ]        |
| Кінопремія «Вибір критиків»                                | Найкращий режисер                                            | Джордж Міллер                                                                   | Перемога     | [ 39 ]        |
| Кінопремія «Вибір критиків»                                | Найкраща актриса                                             | Шарліз Терон                                                                    | Номінація    | [ 39 ]        |
| Кінопремія «Вибір критиків»                                | Найкращий художник-постановник                               | Колін Гібсон                                                                    | Перемога     | [ 39 ]        |
| Кінопремія «Вибір критиків»                                | Найкращий дизайн костюмів                                    | Дженні Беван                                                                    | Перемога     | [ 39 ]        |
| Кінопремія «Вибір критиків»                                | Найкращі зачіска та грим                                     | «Шалений Макс: Дорога гніву»                                                    | Перемога     | [ 39 ]        |
| Кінопремія «Вибір критиків»                                | Найкращі візуальні ефекти                                    | «Шалений Макс: Дорога гніву»                                                    | Перемога     | [ 39 ]        |
| Кінопремія «Вибір критиків»                                | Найкращий екшн                                               | «Шалений Макс: Дорога гніву»                                                    | Перемога     | [ 39 ]        |
| Кінопремія «Вибір критиків»                                | Найкращий актор в екшні                                      | Том Гарді                                                                       | Перемога     | [ 39 ]        |
| Кінопремія «Вибір критиків»                                | Найкраща актриса в екшні                                     | Шарліз Терон                                                                    | Перемога     | [ 39 ]        |
| Кінопремія «Вибір критиків»                                | Найкращий сай-фай/горрор фільм                               | «Шалений Макс: Дорога гніву»                                                    | Номінація    | [ 39 ]        |
| Кінопремія «Вибір критиків»                                | Найкращий оператор                                           | Джон Сіл                                                                        | Номінація    | [ 39 ]        |
| Кінопремія «Вибір критиків»                                | Найкращий монтаж                                             | Маргарет Сіксел                                                                 | Перемога     | [ 39 ]        |
| Асоціація кінокритиків Даллас — Форт-Ворта                 | Топ 10 фільмів                                               | «Шалений Макс: Дорога гніву»                                                    | Перемога     | [ 40 ]        |
| Асоціація кінокритиків Даллас — Форт-Ворта                 | Найкращий режисер                                            | Джордж Міллер                                                                   | Друге місце  | [ 40 ]        |
| Асоціація кінокритиків Даллас — Форт-Ворта                 | Найкраща актриса                                             | Шарліз Терон                                                                    | Друге місце  | [ 40 ]        |
| Спілка кінокритиків Детройта                               | Найкращий фільм                                              | «Шалений Макс: Дорога гніву»                                                    | Номінація    | [ 41 ]        |
| Спілка кінокритиків Детройта                               | Найкращий режисер                                            | Джордж Міллер                                                                   | Перемога     | [ 41 ]        |
| Environmental Media Awards                                 | Художній фільм                                               | «Шалений Макс: Дорога гніву»                                                    | В очікуванні | [ 42 ]        |
| Спілка кінокритиків Флориди                                | Найкращий фільм                                              | «Шалений Макс: Дорога гніву»                                                    | Перемога     | [ 43 ]        |
| Спілка кінокритиків Флориди                                | Найкращий режисер                                            | Джордж Міллер                                                                   | Перемога     | [ 43 ]        |
| Спілка кінокритиків Флориди                                | Найкраща актриса                                             | Шарліз Терон                                                                    | Номінація    | [ 43 ]        |
| Спілка кінокритиків Флориди                                | Найкращий саундтрек                                          | Junkie XL                                                                       | Номінація    | [ 43 ]        |
| Спілка кінокритиків Флориди                                | Найкращий оператор                                           | Джон Сіл                                                                        | Перемога     | [ 43 ]        |
| Спілка кінокритиків Флориди                                | Найкращий художник-постановник                               | Колін Гібсон                                                                    | Друге місце  | [ 43 ]        |
| Спілка кінокритиків Флориди                                | Найкращі візуальні ефекти                                    | «Шалений Макс: Дорога гніву»                                                    | Перемога     | [ 43 ]        |
| Золотий глобус                                             | Найкращий фільм — драма                                      | «Шалений Макс: Дорога гніву»                                                    | Номінація    | [ 44 ]        |
| Золотий глобус                                             | Найкращий режисер                                            | Джордж Міллер                                                                   | Номінація    | [ 44 ]        |
| Golden Trailer Awards                                      | Найкращий трейлер літнього блокбастера                       | «Шалений Макс: Дорога гніву»                                                    | Номінація    | [ 45 ]        |
| Golden Trailer Awards                                      | Найоригінальніший трейлер                                    | «Шалений Макс: Дорога гніву»                                                    | Перемога     | [ 45 ]        |
| Golden Trailer Awards                                      | Best in Show                                                 | «Шалений Макс: Дорога гніву»                                                    | Номінація    | [ 45 ]        |
| Golden Trailer Awards                                      | Найкращий звукомонтаж                                        | «Шалений Макс: Дорога гніву»                                                    | Номінація    | [ 45 ]        |
| Hollywood Film Awards                                      | Hollywood Make-Up & Hair Styling Award                       | Леслі Вандервальт                                                               | Перемога     | [ 46 ]        |
| Hollywood Film Awards                                      | Премія Голлівуду за найкращу роботу художника-постановника   | Колін Гібсон                                                                    | Перемога     | [ 46 ]        |
| Hollywood Music in Media Awards                            | Найкращий саундтрек у науково-фантастичному фільмі           | Junkie XL                                                                       | Перемога     | [ 47 ]        |
| Спілка кінокритиків Г'юстона                               | Найкращий фільм                                              | «Шалений Макс: Дорога гніву»                                                    | Номінація    | [ 48 ]        |
| Спілка кінокритиків Г'юстона                               | Найкращий режисер                                            | Джордж Міллер                                                                   | Номінація    | [ 48 ]        |
| Спілка кінокритиків Г'юстона                               | Найкраща актриса                                             | Шарліз Терон                                                                    | Номінація    | [ 48 ]        |
| Спілка кінокритиків Г'юстона                               | Найкращий саундтрек                                          | Junkie XL                                                                       | Номінація    | [ 48 ]        |
| Спілка кінокритиків Г'юстона                               | Найкращий оператор                                           | Джон Сіл                                                                        | Номінація    | [ 48 ]        |
| Спілка кінокритиків Г'юстона                               | Найкращий постер                                             | «Шалений Макс: Дорога гніву»                                                    | В очікуванні | [ 48 ]        |
| Асоціація кіножурналістів Індіани                          | Найкращий фільм                                              | «Шалений Макс: Дорога гніву»                                                    | Номінація    | [ 49 ]        |
| Асоціація кіножурналістів Індіани                          | Найкращий режисер                                            | Джордж Міллер                                                                   | Перемога     | [ 49 ]        |
| Асоціація кіножурналістів Індіани                          | Найкраща актриса                                             | Шарліз Терон                                                                    | Номінація    | [ 49 ]        |
| Асоціація кіножурналістів Індіани                          | Найкращий саундтек                                           | Junkie XL                                                                       | Перемога     | [ 49 ]        |
| Асоціація кіножурналістів Індіани                          | Оригінальне бачення                                          | «Шалений Макс: Дорога гніву»                                                    | Номінація    | [ 49 ]        |
| Indiewire 2015 Year-End Critics Poll                       | Найкращий фільм                                              | «Шалений Макс: Дорога гніву»                                                    | Перемога     | [ 50 ]        |
| Indiewire 2015 Year-End Critics Poll                       | Найкращий режисер                                            | Джордж Міллер                                                                   | Перемога     | [ 50 ]        |
| Indiewire 2015 Year-End Critics Poll                       | Найкращий монтаж                                             | Маргарет Сіксел                                                                 | Перемога     | [ 50 ]        |
| Indiewire 2015 Year-End Critics Poll                       | Найкращий саундтрек                                          | Junkie XL                                                                       | Номінація    | [ 50 ]        |
| Indiewire 2015 Year-End Critics Poll                       | Найкращий оператор                                           | Джон Сіл                                                                        | Друге місце  | [ 50 ]        |
| Міжнародна федерація кінопреси                             | Найкращий фільм                                              | «Шалений Макс: Дорога гніву»                                                    | Перемога     | [ 51 ]        |
| Спілка кінокритиків Канзас-Сіті                            | Найкращий фільм                                              | «Шалений Макс: Дорога гніву»                                                    | Перемога     | [ 52 ]        |
| Спілка кінокритиків Канзас-Сіті                            | Найкращий режисер                                            | Джордж Міллер                                                                   | Перемога     | [ 52 ]        |
| Спілка кінокритиків Канзас-Сіті                            | Найкраща актриса                                             | Шарліз Терон                                                                    | Перемога     | [ 52 ]        |
| Спілка кінокритиків Канзас-Сіті                            | Найкращий науково-фантастичний фільм, фентезі чи фільм жахів | «Шалений Макс: Дорога гніву»                                                    | Номінація    | [ 52 ]        |
| Спілка кінокритиків Лас-Вегаса                             | Топ 10 фільмів                                               | «Шалений Макс: Дорога гніву»                                                    | Перемога     | [ 53 ]        |
| Спілка кінокритиків Лас-Вегаса                             | Найкращий режисер                                            | Джордж Міллер                                                                   | Номінація    | [ 53 ]        |
| Спілка кінокритиків Лас-Вегаса                             | Найкращий екшн                                               | «Шалений Макс: Дорога гніву»                                                    | Перемога     | [ 53 ]        |
| Спілка кінокритиків Лас-Вегаса                             | Найкращий монтаж                                             | Маргарет Сіксел                                                                 | Перемога     | [ 53 ]        |
| Спілка кінокритиків Лас-Вегаса                             | Найкращий оператор                                           | Джон Сіл                                                                        | Номінація    | [ 53 ]        |
| Спілка кінокритиків Лас-Вегаса                             | Найкращий артдиректор                                        | Колін Гібсон                                                                    | Номінація    | [ 53 ]        |
| Спілка кінокритиків Лас-Вегаса                             | Найкращий дизайн костюмів                                    | Дженні Беван                                                                    | Перемога     | [ 53 ]        |
| Спілка кінокритиків Лас-Вегаса                             | Найкращі візуальні ефекти                                    | «Шалений Макс: Дорога гніву»                                                    | Перемога     | [ 53 ]        |
| Спілка кінокритиків Лондона                                | Найкращий фільм                                              | «Шалений Макс: Дорога гніву»                                                    | Перемога     | [ 54 ]        |
| Спілка кінокритиків Лондона                                | Найкращий режисер                                            | Джордж Міллер                                                                   | Перемога     | [ 54 ]        |
| Спілка кінокритиків Лондона                                | Британський актор року                                       | Том Гарді                                                                       | Перемога     | [ 54 ]        |
| Спілка кінокритиків Лондона                                | Технічне досягнення року: операторська робота                | Джон Сіл                                                                        | Номінація    | [ 54 ]        |
| Спілка кінокритиків Лондона                                | Технічне досягнення року: робота художника-постановника      | Колін Гібсон                                                                    | Номінація    | [ 54 ]        |
| Асоціація кінокритиків Лос-Анджелеса                       | Найкращий фільм                                              | «Шалений Макс: Дорога гніву»                                                    | Друге місце  | [ 55 ]        |
| Асоціація кінокритиків Лос-Анджелеса                       | Найкращий режисер                                            | Джордж Міллер                                                                   | Перемога     | [ 55 ]        |
| Асоціація кінокритиків Лос-Анджелеса                       | Найкращий оператор                                           | Джон Сіл                                                                        | Перемога     | [ 55 ]        |
| Асоціація кінокритиків Лос-Анджелеса                       | Найкращий монтаж                                             | Маргарет Сіксел                                                                 | Друге місце  | [ 55 ]        |
| Асоціація кінокритиків Лос-Анджелеса                       | Найкращий художник-постановник                               | Колін Гібсон                                                                    | Перемога     | [ 55 ]        |
| Національна рада кінокритиків США                          | Найкращий фільм                                              | «Шалений Макс: Дорога гніву»                                                    | Перемога     | [ 56 ]        |
| Нью-Йоркське коло кінокритиків                             | Найкращий фільм                                              | «Шалений Макс: Дорога гніву»                                                    | Друге місце  | [ 57 ]        |
| Нью-Йоркське коло кінокритиків                             | Найкращий режисер                                            | Джордж Міллер                                                                   | Друге місце  | [ 57 ]        |
| Нью-Йоркське коло кінокритиків                             | Найкраща актриса                                             | Шарліз Терон                                                                    | Третє місце  | [ 57 ]        |
| Онлайн кінокритики Нью-Йорка                               | Топ 10 фільмів                                               | «Шалений Макс: Дорога гніву»                                                    | Перемога     | [ 58 ]        |
| Онлайн кінокритики Нью-Йорка                               | Найкращий оператор                                           | Джон Сіл                                                                        | Перемога     | [ 58 ]        |
| Спілка онлайн кінокритиків                                 | Найкращий фільм                                              | «Шалений Макс: Дорога гніву»                                                    | Перемога     | [ 59 ]        |
| Спілка онлайн кінокритиків                                 | Найкращий режисер                                            | Джордж Міллер                                                                   | Перемога     | [ 59 ]        |
| Спілка онлайн кінокритиків                                 | Найкраща актриса                                             | Шарліз Терон                                                                    | Номінація    | [ 59 ]        |
| Спілка онлайн кінокритиків                                 | Найкращий монтаж                                             | Маргарет Сіксел                                                                 | Перемога     | [ 59 ]        |
| Спілка онлайн кінокритиків                                 | Найкращий оператор                                           | Джон Сіл                                                                        | Перемога     | [ 59 ]        |
| Коло кінокритиків Фінікса                                  | Найкращий фільм                                              | «Шалений Макс: Дорога гніву»                                                    | Номінація    | [ 59 ]        |
| Коло кінокритиків Фінікса                                  | Найкращий режисер                                            | Джордж Міллер                                                                   | Перемога     | [ 59 ]        |
| Коло кінокритиків Фінікса                                  | Найкращий саундтрек                                          | Junkie XL                                                                       | Перемога     | [ 59 ]        |
| Коло кінокритиків Фінікса                                  | Найкраща наукова фантастика                                  | «Шалений Макс: Дорога гніву»                                                    | Номінація    | [ 59 ]        |
| Спілка кінокритиків Фінкса                                 | Найкращий фільм                                              | «Шалений Макс: Дорога гніву»                                                    | Номінація    | [ 60 ]        |
| Спілка кінокритиків Фінкса                                 | Найкращий режисер                                            | Джордж Міллер                                                                   | Номінація    | [ 60 ]        |
| Спілка кінокритиків Фінкса                                 | Найкраща актриса                                             | Шарліз Терон                                                                    | Номінація    | [ 60 ]        |
| Спілка кінокритиків Фінкса                                 | Найкращий монтаж                                             | Маргарет Сіксел                                                                 | Перемога     | [ 60 ]        |
| Спілка кінокритиків Фінкса                                 | Найкращий оператор                                           | Джон Сіл                                                                        | Номінація    | [ 60 ]        |
| Спілка кінокритиків Фінкса                                 | Найкращий художник-постановник                               | Колін Гібсон                                                                    | Перемога     | [ 60 ]        |
| Спілка кінокритиків Фінкса                                 | Найкращий дизайн костюмів                                    | Дженні Беван                                                                    | Перемога     | [ 60 ]        |
| Спілка кінокритиків Фінкса                                 | Найкращі візуальні ефекти                                    | «Шалений Макс: Дорога гніву»                                                    | Перемога     | [ 60 ]        |
| Спілка кінокритиків Сан-Дієго                              | Найкращий фільм                                              | «Шалений Макс: Дорога гніву»                                                    | Перемога     | [ 61 ]        |
| Спілка кінокритиків Сан-Дієго                              | Найкращий режисер                                            | Джордж Міллер                                                                   | Перемога     | [ 61 ]        |
| Спілка кінокритиків Сан-Дієго                              | Найкраща актриса                                             | Шарліз Терон                                                                    | Друге місце  | [ 61 ]        |
| Спілка кінокритиків Сан-Дієго                              | Найкращий монтаж                                             | Маргарет Сіксел                                                                 | Перемога     | [ 61 ]        |
| Спілка кінокритиків Сан-Дієго                              | Найкращий оператор                                           | Джон Сіл                                                                        | Номінація    | [ 61 ]        |
| Спілка кінокритиків Сан-Дієго                              | Найкращий художник-постановник                               | Колін Гібсон                                                                    | Друге місце  | [ 61 ]        |
| Спілка кінокритиків Сан-Дієго                              | Найкращий дизайн звуку                                       | «Шалений Макс: Дорога гніву»                                                    | Перемога     | [ 61 ]        |
| Спілка кінокритиків Сан-Дієго                              | Найкращі візуальні ефекти                                    | «Шалений Макс: Дорога гніву»                                                    | Друге місце  | [ 61 ]        |
| Спілка кінокритиків Сан-Дієго                              | Найкраще використання музики у фільмі                        | «Шалений Макс: Дорога гніву»                                                    | Номінація    | [ 61 ]        |
| Коло кінокритиків Сан-Франциско                            | Найкращий фільм                                              | «Шалений Макс: Дорога гніву»                                                    | Номінація    | [ 62 ]        |
| Коло кінокритиків Сан-Франциско                            | Найкращий режисер                                            | Джордж Міллер                                                                   | Перемога     | [ 62 ]        |
| Коло кінокритиків Сан-Франциско                            | Найкращий оператор                                           | Джон Сіл                                                                        | Перемога     | [ 62 ]        |
| Коло кінокритиків Сан-Франциско                            | Найкращий монтаж                                             | Маргарет Сіксел                                                                 | Перемога     | [ 62 ]        |
| Коло кінокритиків Сан-Франциско                            | Найкращий художник-постановник                               | Колін Гібсон                                                                    | Друге місце  | [ 62 ]        |
| Премія Супутник                                            | Найкращий оператор                                           | Джон Сіл                                                                        | В очікуванні | [ 63 ]        |
| Премія Супутник                                            | Найкращий артдиректор і художник-постановник                 | Колін Гібсон                                                                    | В очікуванні | [ 63 ]        |
| Премія Супутник                                            | Найкращі візуальні ефекти                                    | «Шалений Макс: Дорога гніву»                                                    | В очікуванні | [ 63 ]        |
| Премія Супутник                                            | Найкращий звук                                               | Кріс Дженкінс, Марк Менджіні, Бен Осмо, Вейн Пешлі, Грегг Рудлофф, Девід Вайт   | В очікуванні | [ 63 ]        |
| Премія Гільдії кіноакторів США                             | Найкращий каскадерський ансамбль в ігровому кіно             | «Шалений Макс: Дорога гніву»                                                    | Перемога     | [ 64 ]        |
| Кінокритики південного сходу                               | Топ 10 фільмів                                               | «Шалений Макс: Дорога гніву»                                                    | Друге місце  | [ 65 ]        |
| Кінокритики південного сходу                               | Найкращий режисер                                            | Джордж Міллер                                                                   | Перемога     | [ 65 ]        |
| Кінокритики південного сходу                               | Найкращий оператор                                           | Джон Сіл                                                                        | Перемога     | [ 65 ]        |
| Асоціація кінокритиків Сент-Луїса                          | Найкращий фільм                                              | «Шалений Макс: Дорога гніву»                                                    | Номінація    | [ 66 ]        |
| Асоціація кінокритиків Сент-Луїса                          | Найкращий режисер                                            | Джордж Міллер                                                                   | Друге місце  | [ 66 ]        |
| Асоціація кінокритиків Сент-Луїса                          | Найкраща актриса                                             | Шарліз Терон                                                                    | Номінація    | [ 66 ]        |
| Асоціація кінокритиків Сент-Луїса                          | Найкращий монтаж                                             | Маргарет Сіксел                                                                 | Перемога     | [ 66 ]        |
| Асоціація кінокритиків Сент-Луїса                          | Найкращий оператор                                           | Джон Сіл                                                                        | Номінація    | [ 66 ]        |
| Асоціація кінокритиків Сент-Луїса                          | Найкращий художник                                           | Колін Гібсон                                                                    | Перемога     | [ 66 ]        |
| Асоціація кінокритиків Сент-Луїса                          | Найкращий саундтрек                                          | Junkie XL                                                                       | Номінація    | [ 66 ]        |
| Асоціація кінокритиків Сент-Луїса                          | Найкращі візуальні ефекти                                    | «Шалений Макс: Дорога гніву»                                                    | Перемога     | [ 66 ]        |
| Асоціація кінокритиків Сент-Луїса                          | Спеціальне визнання: робота каскадерів                       | «Шалений Макс: Дорога гніву»                                                    | Перемога     | [ 66 ]        |
| Teen Choice Awards 2015                                    | Наукова фантастика                                           | «Шалений Макс: Дорога гніву»                                                    | Номінація    | [ 67 ]        |
| Teen Choice Awards 2015                                    | Викрадач                                                     | Ніколас Голт                                                                    | Номінація    | [ 67 ]        |
| Асоціація кінокритиків Торонто                             | Найкращий фільм                                              | «Шалений Макс: Дорога гніву»                                                    | Друге місце  | [ 68 ]        |
| Асоціація кінокритиків Торонто                             | Найкращий режисер                                            | Джордж Міллер                                                                   | Друге місце  | [ 68 ]        |
| Асоціація кінокритиків Юти                                 | Найкращий фільм                                              | «Шалений Макс: Дорога гніву»                                                    | Перемога     | [ 69 ]        |
| Асоціація кінокритиків Юти                                 | Найкращий режисер                                            | Джордж Міллер                                                                   | Перемога     | [ 69 ]        |
| Асоціація кінокритиків Юти                                 | Найкращий оператор                                           | Джон Сіл                                                                        | Перемога     | [ 69 ]        |
| Коло кінокритиків Ванкувера                                | Найкращий фільм                                              | «Шалений Макс: Дорога гніву»                                                    | Номінація    | [ 70 ]        |
| Коло кінокритиків Ванкувера                                | Найкращий режисер                                            | Джордж Міллер                                                                   | Перемога     | [ 70 ]        |
| Village Voice Critics Poll                                 | Найкращий фільм                                              | «Шалений Макс: Дорога гніву»                                                    | Перемога     | [ 71 ]        |
| Village Voice Critics Poll                                 | Найкращий режисер                                            | Джордж Міллер                                                                   | Перемога     | [ 71 ]        |
| Асоціація кінокритиків Вашингтона                          | Найкращий фільм                                              | «Шалений Макс: Дорога гніву»                                                    | Номінація    | [ 72 ]        |
| Асоціація кінокритиків Вашингтона                          | Найкращий режисер                                            | Джордж Міллер                                                                   | Перемога     | [ 72 ]        |
| Асоціація кінокритиків Вашингтона                          | Найкраща актриса                                             | Шарліз Терон                                                                    | Номінація    | [ 72 ]        |
| Асоціація кінокритиків Вашингтона                          | Найкращий художник-постановник                               | Колін Гібсон                                                                    | Перемога     | [ 72 ]        |
| Асоціація кінокритиків Вашингтона                          | Найкращий оператор                                           | Джон Сіл                                                                        | Номінація    | [ 72 ]        |
| Асоціація кінокритиків Вашингтона                          | Найкращий саундтрек                                          | Junkie XL                                                                       | Номінація    | [ 72 ]        |
| Асоціація кінокритиків Вашингтона                          | Найкращий монтаж                                             | Маргарет Сіксел                                                                 | Перемога     | [ 72 ]        |
| Жіноча спілка кінокритиків                                 | Найкраще зображення жінки у фільмі                           | «Шалений Макс: Дорога гніву»                                                    | Номінація    | [ 73 ]        |
| Жіноча спілка кінокритиків                                 | Найкраще зображення рівності статей                          | «Шалений Макс: Дорога гніву»                                                    | Перемога     | [ 73 ]        |
| Жіноча спілка кінокритиків                                 | Найкраща актриса екшну                                       | Шарліз Терон                                                                    | Перемога     | [ 73 ]        |